# تیم ملی والیبال مردان اکوادور
تیم ملی والیبال مردان اکوادور تیم ملی والیبال مردان کشور اکوادور است. این تیم تاکنون در بازی‌های المپیک تابستانی حضور نداشته است.